# Bosau
Bosau (pol. hist. Bozów) – gmina w Niemczech w kraju związkowym Szlezwik-Holsztyn, w powiecie Ostholstein, administracyjnie należy do Związku Gmin Großer Plöner See w powiecie Plön.

## Współpraca międzynarodowa
- Saujon, Francja